# 関和平
関 和平（せき かずひら、1937年2月8日 - ）は、日本の経営者。いすゞ自動車社長を務めた。大阪府出身。

## 経歴
1960年に早稲田大学第一法学部を卒業し、同年にいすゞ自動車に入社。1984年1月に取締役に就任し、常務、専務を経て、1991年1月に副社長に就任し、1992年1月に社長に昇格。1998年6月に会長に就任し、2001年6月から名誉会長を務めた。
社長在任時には、赤字の乗用車の自社生産を撤退し、大型トラックとディーゼル・エンジンの開発・生産に集中し、経営を立て直した。